# Kenan Malik

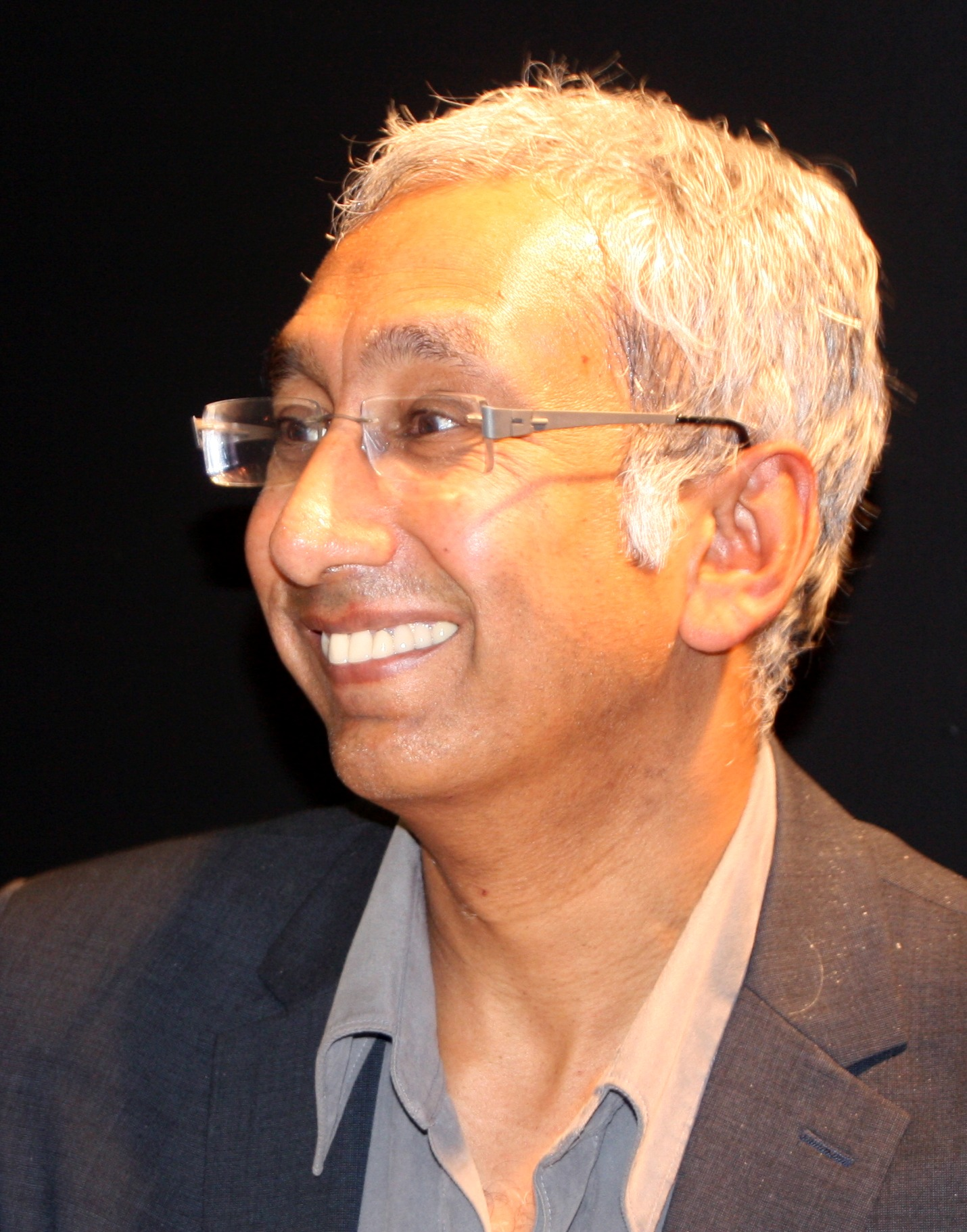
Kenan Malik in 2010

Kenan Malik (1960) is een in India geboren Brits neurobioloog en schrijver. Daarnaast is hij ook politiek commentator, schrijft beschouwingen voor The Guardian en The New York Times en presenteert enkele programma's en documentaires op radio en televisie.

## Biografie
Malik is in India geboren en groeide op in Manchester (Engeland). Hij studeerde neurobiologie aan de Universiteit van Sussex en geschiedenis en wetenschapsfilosofie aan Imperial College in Londen.
Naast een paar boeken heeft hij voor diverse kranten en tijdschriften artikelen geschreven, 
waaronder The Guardian, The Independent, The Financial Times en Nature.

## Eerbetoon
- Hij is erelid van de Britse vereniging voor humanisme.
- "Trustee" van het tijdschrift "Index on Censorship"

- Gemeinsame Normdatei: 1028272553
- International Standard Name Identifier: 0000 0001 0954 9487
- Library of Congress Control Number: n95115215
- Nationale Bibliotheek van Tsjechië: jo2014844440
- Nationale Bibliotheek van Israël: 987007264936005171
- Nederlandse Thesaurus van Auteursnamen: 152166858
- Système universitaire de documentation: 134644573
- Virtual International Authority File: 11562142
- WorldCat: E39PBJk4CRxfWHDFD4Dv7b8XBP